# Zero Dark Thirty
Zero Dark Thirty és un thriller estatunidenc de 2012 dirigit per Kathryn Bigelow i amb guió de Mark Boal, que tracta sobre la missió de les forces d'operacions especials per a capturar o matar Ossama bin Laden.

## Argument
Després dels atemptats de l'11 de setembre de 2001, la CIA acorrala durant prop de deu anys Ossama bin Laden, cap de la xarxa gihadista Al-Qaida, abans que un equip dels SEAL (principal força especial de la marina de guerra de les Estats Units) arribi per eliminar-lo, el 2 de maig de 2011, cap a la una de la matinada (hora local), a Abbottabad (Pakistan), en el marc de l'operació Neptune's Spear (Trident de Neptú).
L'acorralament del cap de Al-Qaida s'obre amb una escena de tortura d'un terrorista indirectament implicat en els atemptats de l'11 de setembre. La tortura té per objectiu treure-li informacions que permetin impedir un atemptat ja planificat per la xarxa gihadista i portar la informació americana fins al cap d'aquesta xarxa. El terrorista acaba per deixar anar alguns noms de còmplices, sobretot el d'Abu Ahmed, progressivament identificat com Abu Ahmed al-Kuwaiti, el missatger privat (l'agent de connexió privilegiat) del cap dels atemptats de 2001.

## Repartiment
- Jessica Chastain: Maya
- Jason Clarke: Dan
- Joel Edgerton: Patrick
- Chris Pratt: Justin, US Navy SEAL
- Mark Strong: George
- Jennifer Ehle: Jessica
- Kyle Chandler: Joseph Bradley, cap d'estació a Islamabad
- Édgar Ramírez: Larry, oficial de la CIA
- Taylor Kinney: Jared, US Navy SEAL
- Mark Duplass: Steve, analista de la CIA
- Frank Grillo: el comandant de l'esquadró vermell
- Stephen Dillane: el Conseller de Seguretat Nacional
- Fares Fares: Hakim, agent d'activitats especials de la CIA
- Harold Perrineau: Jack
- Reda Kateb: Ammar
- James Gandolfini: el director de la CIA
- Fredric Lehne: "The Wolf"
- Scott Adkins: John
- Mark Valley: el pilot de l'Hercules C-130
- Ricky Sekhon: Ossama bin Laden
- John Barrowman: Jeremy
- Christopher Stanley: el vicealmirall Bill McCraven
- Jessie Collins: Debbie

## Premis i nominacions

### Premis
- 2013. Oscar a la millor edició de so per Paul N.J. Ottosson
- 2013. Globus d'Or a la millor actriu dramàtica per Jessica Chastain

### Nominacions
- 2013. Oscar a la millor pel·lícula
- 2013. Oscar a la millor actriu per Jessica Chastain
- 2013. Oscar al millor guió original per Mark Boal
- 2013. Oscar al millor muntatge per William Goldenberg i Dylan Tichenor
- 2013. Globus d'Or a la millor pel·lícula dramàtica
- 2013. Globus d'Or al millor director per Kathryn Bigelow
- 2013. Globus d'Or al millor guió per Mark Boal
- 2013. BAFTA a la millor pel·lícula
- 2013. BAFTA al millor director per Kathryn Bigelow
- 2013. BAFTA a la millor actriu per Jessica Chastain
- 2013. BAFTA al millor guió original per Mark Boal
- 2013. BAFTA al millor muntatge per William Goldenberg i Dylan Tichenor